# What Doris Did
What Doris Did è un cortometraggio muto del 1916 diretto da George Foster Platt.

## Produzione
Il film fu prodotto dalla Thanhouser Film Corporation. Per l'attrice protagonista, Doris Grey, venne usato come controfigura lo stuntman Leo Post. La giovane attrice aveva vinto come premio la partecipazione al film in un concorso sponsorizzato dal Boston American.
Venne girato in Florida, a Jacksonville e a New Rochelle, nello stato di New York, città dove aveva sede la casa di produzione con i suoi studios.

## Distribuzione
Distribuito dalla Mutual, il film – un cortometraggio in tre bobine – uscì nelle sale cinematografiche statunitensi il 1º marzo 1916.
Non si conoscono copie ancora esistenti della pellicola che viene considerata presumibilmente perduta.